# Wells Fargo Center (Майами)
Wells Fargo Center (также распространено название — Met 2 Financial Center; англ. Wells Fargo Center) — гостиничное здание-небоскрёб, расположенный в американском городе Майами, штат Флорида. Является частью комплекса из четырёх зданий. Расположен в деловом и финансовом районе Даунтаун. Является частью комплекса небоскрёбов «Бискейн Бэй» который расположен вдоль одноименного залива. Высота 47-этажного небоскрёба составляет 197 метров (647 футов).
Небоскрёб «Wells Fargo Center» находится на пятом месте в рейтинге самых высоких зданий Майами и штата Флорида. Строительство здания началось в 2006 году и было завершено в 2009 году. В 2010 году здание было торжественно открыто. «Wells Fargo Center» — это на самом деле два здания, которые соединены парковкой. Соседний небоскрёб «Met Marriott Marquis» имеет высоту 112 метров и 31 этаж. В здании расположены офисные помещения и отель «JW Marriott».